# General Tire
General Tire è un'azienda produttrice di pneumatici per veicoli a motore e autocarri. Fondata nel 1915 ad Akron da William Francis O'Neil, Winfred E. Fouse, Charles J. Jahant, Robert Iredell e H.B. Pushee con il nome di The General Tire & Rubber Company, utilizzando i fondi del padre di O'Neil, proprietario dei grandi magazzini O'Neil's di Akron. 
Nel 1984, l'azienda si diversificò in un conglomerato (GenCorp) con partecipazioni nella produzione di pneumatici (General Tire), mescole di gomma (DiversiTech General), missilistica e aeronautica (Aerojet) e trasmissioni radiotelevisive (RKO General).
La divisione pneumatici dell'azienda fu venduta alla tedesca Continental AG nel 1987, diventando Continental General Tire prima di essere nuovamente incorporata con il suo nome originale. La DiversiTech venne scorporata e divenne OMNOVA Solutions. Le attività di missilistica e aeronautica vennero mantenute e ampliate e, dopo un paio di cambi di nome aziendale, la società madre divenne infine Aerojet Rocketdyne Holdings.